# فرودگاه مامفی
فرودگاه مامفی (به انگلیسی: Mamfe Airport) یک فرودگاه با کد یاتا MMF است . این فرودگاه در شهر مامفی کشور کامرون قرار دارد .